# Анна Фріл
Анна Луїза Фріл (англ. Anna Louise Friel; нар. 12 липня 1976, Рочдейл, Англія) — англійська акторка.

## Життєпис
Народилася 12 липня 1976 року в англійському Рочдейлі, в родині ірландського походження.
Дебютувала як акторка в 1991 році, знявшись у декількох епізодах британського телесеріалу «GBH».
У 2008 році за роль в телесеріалі «Живий за викликом» була номінована на премію «Золотий глобус».

## Особисте життя
У 2001—2010 роках зустрічалася з актором Девідом Тьюлісом, 9 липня 2005 у них народилася дочка, Грейсі Еллен Мері Фріл.
У 2011—2014 роках зустрічалася з валлійським актором Рісом Івансом.

## Фільмографія
| Рік  |   | Назва українською | Назва мовою оригіналу      | Роль                     | Примітки     |
| ---- | - | ----------------- | -------------------------- | ------------------------ | ------------ |
| 1998 | ф | Земля дівчат      | The Land Girls             | Прю                      |              |
| 1998 | с | Наш спільний друг | Our Mutual Friend          | Белла Вілфер             | мінісеріал   |
| 1999 | ф | Сон літньої ночі  | A Midsummer Night's Dream  | Гермія                   |              |
| 2008 | ф | Баторі            | Bathory                    | графиня Єлизавета Баторі |              |
| 2010 | ф | Охоронець         | London Boulevard           | Бріоні Мітчел            |              |
| 2011 | ф | Області темряви   | Limitless                  | Мелісса Ґант             |              |
| 2011 | с | Неверленд         | Neverland                  | Елізабет Бонні           | мінісеріал   |
| 2013 | ф | Погляд кохання    | The Look of Love           | Джін Реймонд             |              |
| 2020 | ф | Книги крові       | Books of Blood             | Мері                     |              |
| 2021 | ф |                   | Charming the Hearts of Men | Грейс Гордон             | головна роль |
| 2021 | с | Коробка           | The Box                    | детектив Шерон Пікі      | головна роль |
| 2022 | с | Монарх            | Monarch                    | Нікі / Ніколет Роман     | 11 епізодів  |
| 2023 | ф | Замкнена          | Locked In                  | медсестра Маккензі       |              |